# Dodonaeoideae
Dodonaeoideae je potporodica sapindovki, dio reda sapindolike (Sapindales). Pripada mu oko 20 rodova.
Potporodica je dobila ime po rodu dodonea (Dodonaea), ljekovitim vazdazelenim grmovima rasprostranjenim po Africi, Americi, jugu Azije i Australiji.

## Tribusi i rodovi
Subfamilia Dodonaeoideae Burnett
1. Tribus Doratoxyleae Radlk.
  1. Exothea Macfad. (3 spp.)
  2. Filicium Thwaites (3 spp.)
  3. Hippobromus Eckl. & Zeyh. (1 sp.)
  4. Doratoxylon Thouars sec. Bojer ex Benth. & Hook. fil. (5 spp.)
  5. Hypelate P. Browne (1 sp.)
  6. Zanha Hiern (3 spp.)
  7. Ganophyllum Blume (2 spp.)
2. Tribus Dodonaeeae Kunth ex DC.
  1. Magonia A. St.-Hil. (1 sp.)
  2. Diplokeleba N. E. Br. (2 spp.)
  3. Euchorium Ekman & Radlk. (1 sp.)
  4. Conchopetalum Radlk. (2 spp.)
  5. Arfeuillea Pierre ex Radlk. (1 sp.)
  6. Majidea J. Kirk ex Oliv. (2 spp.)
  7. Hirania Thulin (1 sp.)
  8. Llagunoa Ruiz & Pav. (3 spp.)
  9. Euphorianthus Radlk. (1 sp.)
  10. Sinoradlkofera F. G. Mey. (1 sp.)
  11. Harpullia Roxb. (26 spp.)
  12. Loxodiscus Hook. fil. (1 sp.)
  13. Diplopeltis Endl. (5 spp.)
  14. Dodonaea Mill. (71 spp.)
  15. Averrhoidium Baill. (4 spp.)
  16. Cossinia Comm. ex Lam. (4 spp.)